# سانحه متروی تهران-کرج
حوالی ساعت ۷ صبح ۱ دی ۱۴۰۰ برخورد دو قطار در ایستگاه چیتگر، خط متروی تهران- کرج با یکدیگر سبب خروج واگن‌ها و آسیب دیدن شماری از مسافران شده‌است. ساعت ۰۷:۰۸ این سانحه به سامانه ۱۲۵ اعلام و بی درنگ مأموران سه ایستگاه آتش‌نشانی با امکانات کامل به محل حادثه اعزام شدند. 

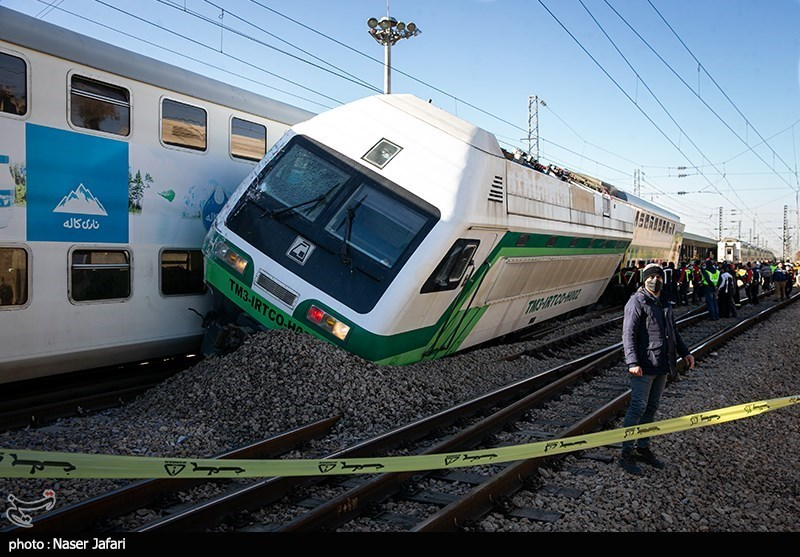
صحنه برخورد

سخنگوی اورژانس اعلام کرد بر اثر این حادثه، ۱۱ نفر از سرنشینان قطارها با آمبولانس به مراکز درمانی منتقل شدند که متأسفانه حال یک نفر از آنها وخیم است. قائم مقام شرکت بهره‌برداری مترو اعلام کرد که زمان دقیق بازگشایی کامل مسیر متروی تهران – کرج و بالعکس مشخص نیست. این سانحه خط ۵ مترو حرکت قطارهای این خط از سمت تهران به سمت کرج را متوقف کرد. به گفته سخنگوی سازمان آتش‌نشانی و خدمات ایمنی شهرداری تهران، برخورد این ۲ قطار مترو منجر به شعله‌وری و آتش‌سوزی نشد و آتش نشانان پس از خارج کردن مسافران و انتقال آنان به محل امن به این عملیات پایان دادند.